# Voo Ural Airlines 178
O Voo Ural Airlines 178 foi um voo de passageiros programado de Moscou–Jukovsky para Simferopol, na Rússia. Em 15 de agosto de 2019, um Airbus A321 (VQ-BOZ) operando o voo sofreu uma colisão com aves após decolar de Jukovsky e caiu em uma plantação de milho a 5 quilômetros do aeroporto. Cerca de 74 pessoas ficaram feridas, todas com ferimentos leves.

## Aeronave
A aeronave do acidente era um Airbus A321-211, registrado nas Bermudas como VQ-BOZ, número serial 2117. Foi construída em 2003 e entregue à Cyprus Turkish Airlines como TC-KTD quando a MyTravel Airways não a aceitou. Em seguida, a aeronave operou para a AtlasGlobal como TC-ETR em 2010, e para a Solaris Airlines em 2011 como EI-ERU antes de ser entregue à Ural Airlines em 2011, sendo também registrada novamente. Segundo um porta-voz da Ural Airlines, o avião não pode ser recuperado após o acidente.

## Acidente
A aeronave sofreu um risco aviário logo após a decolagem do Aeroporto Internacional de Jukovsky, Moscou, Rússia, com destino ao Aeroporto Internacional de Simferopol, Simferopol, Crimeia. Um passageiro registrou o momento em que um bando de gaivotas atingiu os dois motores CFM56-5. O primeiro risco aviário causou uma perda completa de energia no motor esquerdo. O segundo risco aviário significou que o motor direito estava produzindo um impulso insuficiente para manter o voo.
Os pilotos (Damir Yusupov e Georgy Murzin) decidiram desligar ambos os motores e optaram por fazer um pouso de emergência em um milharal a poucos quilômetros da pista do aeroporto. A aeronave fez um pouso forçado no milharal a 2,77 milhas náuticas (5,13 km) do aeroporto internacional de Zhukovsky.
Todos a bordo do voo sobreviveram. Com relação ao número de lesões, surgiram relatos controversos, pois os critérios para contabilizar uma pessoa como “ferida” não são tão rígidos. Segundo alguns relatos, cinquenta e cinco pessoas receberam atendimento médico no local. Vinte e nove pessoas foram levadas para o hospital, das quais 23 ficaram feridas. Seis pessoas foram internadas como pacientes internados. Finalmente o número de 74 feridos foi fixado, do qual ninguém está gravemente ferido.

## Investigação
O Comitê de Aviação Interestadual (em russo: Межгосударственный авиационный комитет (МАК)) é responsável pela investigação de acidentes de aviação civil na Rússia, e está investigando o acidente do voo da Ural Airlines 178.
As autoridades de investigação do Departamento de Investigação Interregional de Moscou, para o Transporte do Comitê Investigativo da Federação Russa, abriram um processo criminal no fato de um pouso repentino de um avião de passageiros com base em um crime, segundo a Parte 1 do art. 263 do Código Penal da Rússia (violação das regras de segurança do tráfego e do funcionamento do transporte aéreo).

## Reações
Logo após o acidente, a Ural Airlines divulgou um comunicado no Twitter afirmando: "No voo U6178 Jukovsky-Simferopol, ao voar de Jukovsky, houve um grande impacto de pássaros nos motores da aeronave. O avião fez um pouso de emergência." A companhia aérea elogiou o profissionalismo dos pilotos.
O piloto no comando Damir Yusupov e o primeiro oficial Georgy Murzin foram condecorados com o título honorário do Herói da Federação Russa, os outros membros da tripulação foram condecorados com a Ordem da Coragem.